# Frimureri i Finland
Frimureri har funnits i Finland sedan 1758. Verksamheten upphörde 1813 efter Finland anslutits till Ryska kejsardömet. Under 1920-talet började frimurarverksamheten återstartas och den består idag av flera verksamma organisationer.

## Historik
År 1756 startades i Stockholm den första frimurarlogen ämnad för Finland under Svenska Frimurare Orden. 1758 startade den sin verksamhet i Åbo, den tidens viktigaste stad i Finland. 1762 flyttades logen till Helsingfors, troligen på grund av att de flesta medlemmarna var officerare med stationering på Sveaborg utanför Helsingfors. Ytterligare en loge öppnades 1777 i Helsingfors och 1778 inrättades en kapitelloge i Åbo för de högre graderna.
När Finland efter finska kriget 1809 anslöts till det Ryska kejsardömet klipptes banden till Sverige av och de flesta medlemmarna flyttade till Sverige. Det blev omöjligt att driva frimurarverksamheten vidare och man valde att lägga ner den år 1813. Då kejsar Alexander I år 1822 förbjöd frimureriet hade därför logerna redan stängt. Finländare kunde delta i frimurarverksamhet utom landets gränser fram till att kejsar Nikolaj I förbjöd även det.  De enda finländska frimurare som kunde fortsätta var dels de som bosatte sig utomlands, dels de officerare i handelsflottan som trotsade förbudet och deltog i frimurarverksamhet i utländska hamnar.
År 1920 invigdes den första logen inom Le Droit Humain i Finland.
Frågan att återinföra frimureriet diskuterades bland de många finländska emigranterna i USA. Då Finland blev självständigt 1917 började återvändande finländare arbeta för det och kontakt togs med storlogen för delstaten New York. 1922 invigdes den första logen i Helsingfors, under storlogen av New York. Bland medlemmarna fanns bland andra Jean Sibelius som senare kom att komponera frimurerisk ritualmusik. 1923 invigdes den andra logen i Tammerfors och den tredje i Åbo. Då Finland nu hade de tre loger som krävdes för att starta en storloge så skickades en ansökan om det till storlogen i New York. Den godkändes och Storlogen för Fria och Antagna Murare i Finland invigdes år 1924.
Svenska Frimurare Orden återupptog 1923 frimurarverksamhet i Finland under Stor Capitlet.
År 1946 startades den kvinnliga Svenska Kvinnofrimurareorden i Finland.

## Storlogen för F. och A.M. i Finland
Storlogen för Fria och Antagna Murare i Finland (finska: Suomen Vapaiden ja Oikeutettujen Muurarien Suurloosi) är storlogen för majoriteten av Finlands frimurare. Den har cirka 7.000 medlemmar i 170 loger på 40 orter. De flesta loger arbetar på finska, flera på svenska och en vardera på engelska och tyska. Sedan september 2013 har den finska storlogen också en loge i på svensk mark, F.&A.M. Logen Telge Nr 169.  Tillåter manliga medlemmar som tror på ett Högsta Väsen. Arbetet i de tre mästargraderna sker efter Webb-ritualen.

### Tilläggsgrader och ordnar
Det finns vidare ett flertal tilläggsgrader och ordnar där innehavare av mästargraden kan utvecklas. Dessa organiseras dock inte av Storlogen utan har egna organisationer.  Det finns till exempel:
- Märkesmästare
- Royal Arch
- Rose Croix (Den Urgamla och Antagna Skotska Riten)
- Tempelherrarnas grad
- Malteserriddarnas grad.[6]

## Stor Capitlet i Finland
Stor Capitlet i Finland kallas den del av Svenska Frimurare Orden som driver frimurarloger i Finland. Den har cirka 1.100 medlemmar i 11 loger koncentrerade till svensktalande delarna av Finland. Tillåter manliga medlemmar som bekänner sig till den kristna tron. Arbetar efter det svenska systemet med 10 grader.

## Le Droit Humain
The Order of International Co-Freemasonry Le Droit Humain,  Finnish Federation (finska: Kansainvälinen Vapaamuurarijärjestö Miehille ja Naisille Le Droit Humain Suomen Liitto) har 11 finskspråkiga loger och en svenskspråkig loge i Finland samt två estniskspråkiga loger i Estland. Tillåter både manliga och kvinnliga medlemmar och är  adogmatiska. Arbetar efter skotska riten (Ancient and Accepted Scottish Rite) och några grader ur York Rite.

## Svenska Kvinnofrimurareorden i Finland
Svenska Kvinnofrimurareorden i Finland grundades 1946 i Helsingfors. Ordens ritualer är översatta från engelska och arbetar med 10 grader liksom det svenska systemet. Den har cirka 70 aktiva medlemmar.Intar endast kvinnor. En finskspråkig dotterloge bildades 2019.